# Manjinac
Manjinac (en serbe cyrillique : Мањинац) est un village de Serbie situé dans la municipalité de Knjaževac, district de Zaječar. Au recensement de 2011, il comptait 77 habitants.

## Démographie
| 1948 | 1953 | 1961 | 1971 | 1981 | 1991 | 2002 | 2011 |
| ---- | ---- | ---- | ---- | ---- | ---- | ---- | ---- |
| 442  | 427  | 412  | 376  | 290  | 201  | 122  | 77   |

|  |